# М1 (автодорога, Беларусь)
Магистраль М1 (бел. Магістраль М1) — основная транзитная дорога в Республику Беларусь. Является частью европейского маршрута E 30 и панъевропейского транспортного коридора II Берлин—Нижний Новгород. Трасса строилась к Московской Олимпиаде, поэтому в просторечии её нередко называют «Олимпийкой», однако до 1980 года был построен только участок граница СССР — мотель «Минский» (не полностью; участок Брест — Кобрин был завершён до 1975 года, а Кобрин — Береза после 1980).
С 1 августа 2013 года магистраль М1 стала платной на всем её протяжении. За проезд должны платить все автомобили с технически допустимой общей массой более 3,5 тонн независимо от страны регистрации, а также автомобили с технически допустимой общей массой не более 3,5 т, зарегистрированные за пределами Таможенного союза.
Оплата проезда по белорусским магистралям осуществляется через систему BelToll, работающую на основе специализированной радиосвязи на коротких расстояниях (DSRC), используемой во многих странах. Эта технология позволяет оплачивать пользование дорогой без остановки транспортного средства в пунктах взимания дорожных сборов (возле шлагбаумов).

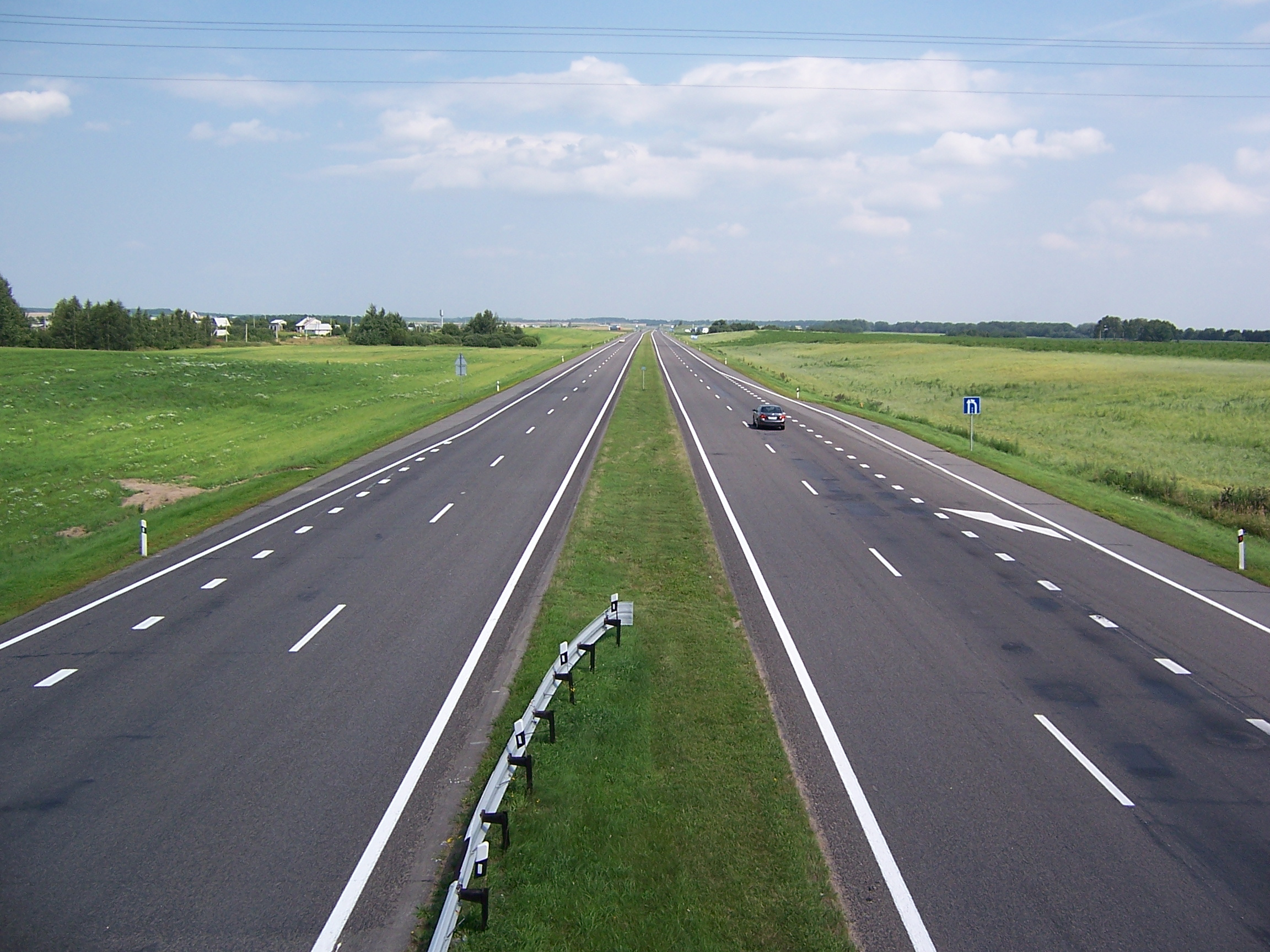
Вид на автодорогу М1 / E30 при пересечении с автодорогой Победное—Фаниполь недалеко от Минска

Проходит от границы с Польшей по территории Брестской, Минской и Витебской областей до границы с Россией. На всём протяжении представляет собой 4-полосную дорогу 1 категории. Магистраль проходит от Бреста мимо Жабинки, Кобрина, Берёзы, Ивацевичей, Барановичей, Столбцов, Дзержинска, Фаниполя, Минска, Смолевичей, Борисова, Крупок, Толочина, Орши до границы с Россией (Редьки). Ограничение скорости на разных участках — 90-120 км/ч. Проезд по магистрали является платным. От оплаты за проезд по автомагистрали освобождены транспортные средства, зарегистрированные на территории стран членов Таможенного союза с полной массой не более 3,5 тонн и буксируемые ими прицепы, мотоциклы и мопеды. Участок от Кобрина (M10) до Орши (0,5 км от перекрёстка дороги P87) общей длиной 505 км является скоростным.
Продолжение на запад — польская дорога 68, выводящая на автотрассу 2, на восток — российская федеральная автомобильная дорога M1 «Беларусь».
Дорога М1 частично совпадает со старой дорогой Москва—Брест, также обозначавшейся как М1. В ходе реконструкции были построены новые участки трассы в обход населённых пунктов, через которые проходила старая дорога. Фрагменты прежней трассы сейчас являются республиканскими дорогами Р19, Р53, М2, Р1, Р2.

## Маршрут
Протяжённость маршрута составляет 611 км.
| Расст. (прибл.) |  | Название | Другие трассы |
| --------------- |  | --- | ------------- |
|                 |  | Польша | 68 E 30       |
| 0 км            |  | Государственная граница Республики Беларусь и Республики Польша МАПП «Козловичи». (Только для грузового транспорта. Для легкового и пассажирского транспорта действует МАПП «Варшавский мост») |               |
| 8 км            |  | Брест | Р16           |
| 9 км            |  | Брест | Р83           |
| 21 км           |  | Брест |               |
| 35 км           |  | Жабинка | Р7            |
| 56 км           |  | Кобрин, Малорита | М12 E 85      |
| 65 км           |  | Кобрин, Гомель | М10           |
| 65 км           |  | Начало скоростной дороги |               |
| 81 км           |  | Пружаны | Р81           |
| 114 км          |  | Берёза, Дрогичин | Р84           |
| 128 км          |  | Белоозёрск | Р136          |
| 150 км          |  | Ивацевичи, Телеханы, Логишин, Пинск, Столин | Р6            |
| 170 км          |  | Слоним, Дятлово, Лида, Вороново | М11 E 85      |
| 176 км          |  | Слуцк, Бобруйск, Кричев | Р43 Р2 E 85   |
| 202 км          |  | Барановичи, Слоним, Волковыск, Гродно, Белосток | Р2 Р99        |
| 213 км          |  | Барановичи | Р108          |
| 222 км          |  | Барановичи | Р5            |
| 220 км          |  | Барановичи, Ляховичи | Р4            |
| 262 км          |  | Несвиж, Новогрудок | Р11           |
| 271 км          |  | Столбцы | Р64           |
| 282 км          |  | Столбцы | Р54           |
| 293 км          |  | Столбцы | Р2            |
| 307 км          |  | Узда | Р68           |
| 322 км          |  | Дзержинск, Минск | Р1 Р65        |
| 346 км          |  | Минск, Слуцк, Солигорск, Микашевичи | Р23           |
| 366 км          |  | Минск, Могилёв, Гомель, Бобруйск | М4 М5 E 271   |
| 386,5 км        |  | Минск, Национальный аэропорт Минск | М2, Р53       |
| 397 км          |  | Смолевичи | Р69           |
| 399 км          |  | Смолевичи | Р59           |
| 420 км          |  | Жодино |               |
| 437 км          |  | Борисов | Р67           |
| 449 км          |  | Борисов | Р53           |
| 469 км          |  | Крупки | Р19           |
| 492 км          |  | Крупки | Р62           |
| 521 км          |  | Толочин | Р26           |
| 535 км          |  | Толочин | Р19           |
| 557 км          |  | Орша | Р15           |
| 573,5 км        |  | Конец скоростной дороги |               |
| 574 км          |  | Орша | М8 E 95 Р87   |
| 588 км          |  | Дубровно | Р22           |
| 611 км          |  | Государственная граница Республики Беларусь и Российской Федерации. Бывший МАПП «Редьки». |               |
|                 |  | Россия | M1 E 30       |

## Система фиксации превышения скорости
С июля 2012 года на магистрали М1 начала действовать система автоматической фотофиксации превышения установленной скорости движения. На магистрали также действуют пункты контроля и оплаты (ПКО), где взимаются штрафы с иностранных водителей за превышение скорости, зафиксированное системой автоматической фотофиксации.
В случае превышения автомобилем установленной на конкретном участке дороги скорости движения камера в автоматическом режиме фиксирует это, делая от 2 до 18 снимков, а в некоторых случаях и короткое видео, по которым устанавливается государственный регистрационный знак, марка, модель, иногда и цвет автомобиля. Данные передаются в центр фиксации правонарушений в режиме on-line. ГАИ устанавливает владельца зарегистрированного в Республике Беларусь автомобиля и высылает ему по почте копию постановления о наложении на него административного взыскания с двумя фотографиями, а в ПКО сотрудники ГАИ в режиме реального времени получают информацию о всех зафиксированных нарушениях скорости транспортными средствами, зарегистрированными не в Республике Беларусь.

## Достопримечательности
- 476 км трассы от Москвы — 76-мм орудие на постаменте, памятный знак в честь подвига Н. В. Сиротинина